# Caroline Grills
Caroline Grills (de soltera Mickelson) (entre 1888 y 1890, Balmain, Nueva Gales del Sur, Australia - 6 de octubre de 1960) fue una asesina en serie australiana cuyo modus operandi era envenenar a sus víctimas. Ella era predominantemente era una asesina de consuelo que asesinó a miembros acomodados de su familia extendida para mantener un estilo de vida respetable, pero sus asesinatos posteriores tuvieron motivos más confusos.

## Biografía
Grills era hija de George Michelson y Mary. Nació en Balmain, Sídney, entre los años 1888 y 1890. Se casó con Richard William Grills el 22 de abril de 1908, con quien tuvo cuatro hijos.
Se convirtió en sospechosa de asesinato por primera vez en 1947 después de la muerte de cuatro miembros de la familia entre los cuales se encontraban su madrastra Christine Mickelson, de 87 años; parientes por matrimonio Angelina Thomas y John Lundberg; y su cuñada Mary Anne Mickelson. Las autoridades probaron el té que le había dado a otros dos miembros de la familia (Christine Downey y John Downey de Redfern) el 13 de abril de 1953 y detectaron talio, usado entonces comúnmente como veneno para las ratas en el hogar. En ese momento, el talio era fácil de comprar sin receta en Nueva Gales del Sur. Mickelson había heredado del padre de Grills una casa en Gladesville y se especuló que Grills la había asesinado con la intención de heredarla. Del mismo modo, Thomas era amiga cercana de la familia del matrimonio Grills y había dejado su casa de vacaciones en las Montañas Azules a la pareja.
Grills era una mujer de baja estatura que usaba anteojos oscuros de montura gruesa, solía servir a sus amigos y suegros té, pasteles y galletas. Apareció ante el tribunal acusada de cuatro asesinatos y tres intentos de asesinato (el tercero fue Eveline Lundberg, de Redfern, la madre de Christine Downey) en octubre de 1953. Fue declarada culpable el 15 de octubre de 1953 y sentenciada a muerte, pero su sentencia fue luego cambiada a cadena perpetua en la cárcel . Ella se hizo conocida cariñosamente como "tía Thally" por otros reclusos de la prisión de Long Bay en Sídney. En octubre de 1960, la llevaron de urgencia al Hospital Prince Henry en Randwick, donde murió de peritonitis por una úlcera gástrica. En los meses que siguieron, se declararon más casos de intoxicación por talio, entre ellos el destacado futbolista de la Australian Rugby League, Bobby Lulham.